# HSBC
HSBC Holdings plc, «Эйч-эс-би-си» (англ. The Hongkong and Shanghai Banking Corporation) — один из крупнейших финансовых конгломератов в мире, крупнейший банк Великобритании по размеру активов и рыночной капитализации. В рейтинге крупнейших публичных компаний мира Forbes Global 2000 в 2023 году занял 20-е место. Штаб-квартира расположена в Лондоне. Розничная сеть HSBC включает около 3900 отделений в 67 странах Азии, Европы, Северной Америки, Южной Америки и Африки и обслуживает приблизительно 39 миллионов клиентов. Основными регионами деятельности являются Великобритания и Гонконг. Дочерняя компания The Hongkong and Shanghai Banking Corporation является крупнейшим банком Гонконга, на неё приходится четверть от активов всех банков в Гонконге. С 2011 года входит в число глобально системно значимых банков.
Согласно материалам Международного консорциума журналистов-расследователей (ICIJ) HSBC входит в число мировых лидеров по содействию отмыванию денег, через него проходит значительная часть от $2,4 трлн теневых транзакций, совершаемых через банки ежегодно. В первую пятерку входят также два банка из США, JPMorgan Chase и The Bank of New York Mellon, ещё один из Великобритании, Standard Chartered и крупнейший банк Германии Deutsche Bank.

## История

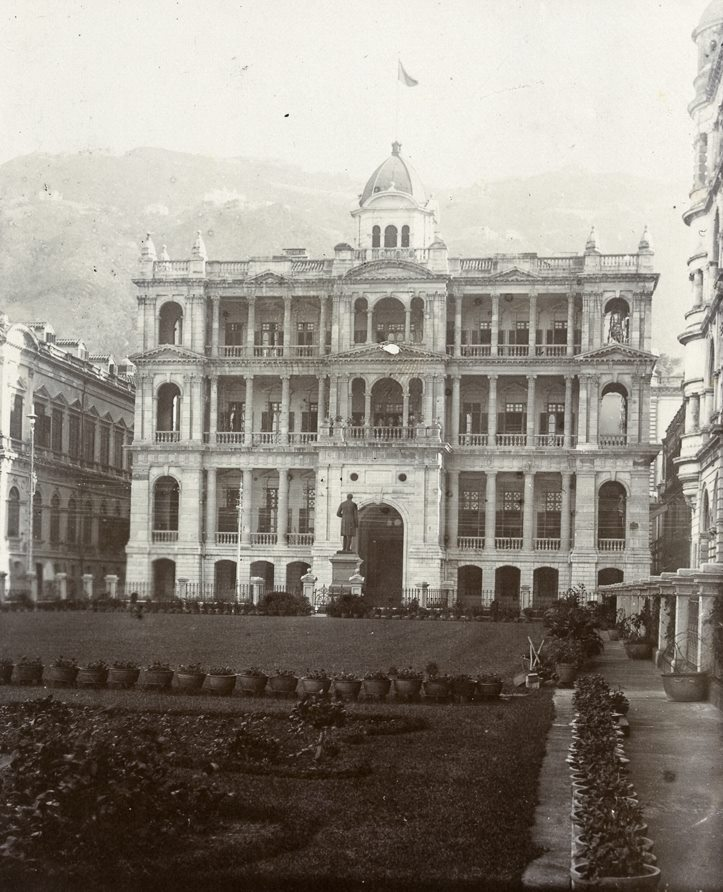
Штаб-квартира HSBC в 1901 году

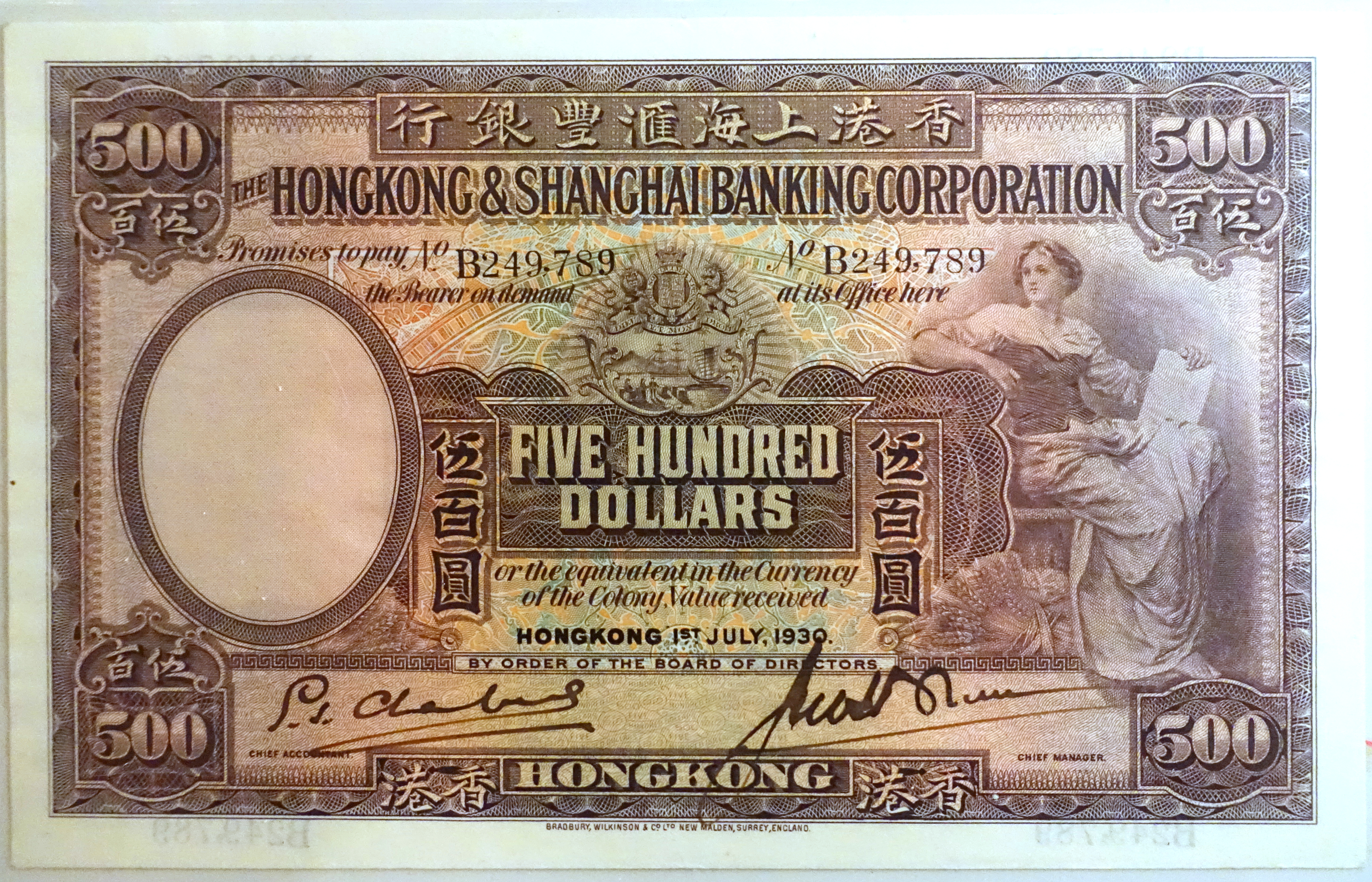
Банкнота 500 долларов, Hong Kong & Shanghai Banking Corporation, 1930 год

HSBC — это аббревиатура от Hongkong and Shanghai Banking Corporation (Банковская корпорация Гонконга и Шанхая). Банк с таким названием был основан в 1865 году в Гонконге для финансирования торговли между Китаем и Европой. Он стал первым банком в этой британской колонии, до этого в Гонконге работали только представительства зарубежных банков.
Банк начал быстро развиваться и стал доминирующим не только в Гонконге, но и в Юго-Восточной Азии в целом. К концу первого десятилетия работы он имел представительства в семи странах Азии, Европы и Северной Америки: Иокогама (1866 год), Калькутта (1867 год), Бомбей (1869 год), Сайгон (1870 год), Кобе (1870 год), Осака (1872 год), Манила (1875 год), Сан-Франциско (1875 год). Банк финансировал международную торговлю чаем, шёлком, хлопком, сахаром и серебром. Уже с первого года своего существования он начал печатать бумажные деньги Гонконга, также печатал деньги Китая, Таиланда, Сингапура, Пинанга и Японии. Важным направлением деятельности стало размещение государственных займов, в первую очередь правительства Китая. С началом Второй мировой войны большинство отделений были закрыты, а активы вывезены в Великобританию. После окончания войны банк начал восстанавливать свою деятельность, однако с приходом в 1949 году в Китае к власти коммунистов присутствие HSBC в этой стране резко сократилось, а с 1955 года работал только офис в Шанхае.
Потеря китайского рынка вызвала необходимость расширения деятельности в другие страны. В 1955 году в Калифорнии был учреждён дочерний банк The Hongkong and Shanghai Banking Corporation of California, ставший плацдармом для расширения операций в США. В 1959 году были поглощены два британских банка: The Mercantile Bank, который вёл деятельность в Индии, и The British Bank of the Middle East (первоначально, в 1889 году, он был основан как The Imperial Bank of Persia в Иране, затем, в 1940-х, перенёс деятельность из Ирана в другие страны Ближнего Востока). В 1965 году стал держателем контрольного пакета акций конкурирующего гонконгского Hang Seng Bank.
В 1980 году был приобретён 51 % акций американского банка Marine Midland Banks, Inc., а в 1987 году — оставшаяся доля; позже он был переименован в HSBC USA, Inc. В 1981 году было зарегистрировано канадское отделение HSBC Bank Canada, которое начало быстро расширяться за счёт поглощений и стало крупнейшим зарубежным банком в Канаде.
С 1987 года начался процесс поглощения гонконгским банком английского банка Midland путём скупки акций. В 1992 году поглощение было завершено образованием на его основе HSBC Holdings plc, компании со штаб-квартирой в Лондоне; The Hongkong and Shanghai Banking Corporation стал дочерней компанией HSBC Holdings plc, его штаб-квартира осталась в Гонконге. В значительной мере создание новой головной компании со штаб-квартирой в Лондоне было продиктовано приближением даты передачи Гонконга КНР (1 июля 1997 года). В 1997 году были приобретены Banco Bamerindus do Brasil S.A., позже ставший HSBC Bank Brazil (Бразилия) и Grupo Roberts, теперь часть HSBC Bank Argentina S.A. (Аргентина). С 1998 года красный шестиугольник стал логотипом всех отделений HSBC. В 2003 году открылась новая штаб-квартира холдинга в Лондоне, 8 Canada Square, расположенная в деловом квартале Канэри-Уорф.
Начиная с 1999 года HSBC наращивал своё присутствие в Европе, Азии и Америке за счёт поглощений. Наиболее значимыми из них были:
- американский банк Republic New York[англ.] в 1999 году за 9,85 млрд долларов; на то время это была крупнейшая покупка банка из США зарубежной компанией; этот банк был основан в 1966 году Эдмондом Сафрой[англ.], был третьим крупнейшим банком Нью-Йорка, имел филиалы в Швейцарии, Люксембурге и Монако[11]. Он стал основой для HSBC Private Bank[англ.], дочерней структуры по обслуживанию крупных частных клиентов[12].
- французский банк Crédit Commercial de France (за £6,6 млрд, 2000 год, позже HSBC France, продан в 2024 году)[13];
- турецкий банк Demirbank (2001 год)[14];
- третий крупнейший розничный банк Мексики Grupo Financiero Bital (за $1,1 млрд, 2002 год, теперь HSBC Mexico)[15];
- американская кредитная группа Household International (за £9 млрд, 2002 год, теперь HSBC Finance Corporation)[16];
- польский банк Polski Kredyt Bank SA (за $7,8 млн, 2003 год)[17];
- бразильские Banco Lloyds TSB S.A.-Banco Múltiplo и Losango Promotora de Vendas Limitada (2003 год)
- бермудский банк The Bank of Bermuda Limited (2004 год);
- 20-процентная доля в шанхайском банке Bank of Communications (2004 год)[18];
- британская финансовая компания Marks & Spencer Retail Financial Services Holdings Ltd (за £763 млн, 2004 год)[19];
- американская кредитная компания Metris (2005 год)[20];
- 70-процентная доля в иракском банке Dar es Salaam Investment Bank (2005 год)[21];
- крупнейшая банковская группа Центральной Америки Grupo Banistmo S.A. (2006 год);
- 90 отделений аргентинского банка Banca Nazionale del Lavoro (за $155 млн, 2006 год)[22];
- тайваньский банк The Chinese Bank in Taiwan (2007 год)[23];
- индийская брокерская контора IL&FS Investment (2008 год)[24].

Начиная с 2005 года против HSBC выдвигались обвинения в том, что он участвовал в отмывании денег мексиканских и колумбийских наркокартелей, а также террористов. Кульминацией расследования стали слушания в сенате США в середине 2012 года. По результатам расследования банк заплатил штраф в размере $1,92 млрд.
Хотя финансовый кризис 2007—2008 годов сравнительно мало затронул HSBC, после 2008 года компания взяла курс на оптимизацию своей деятельности, продавая или закрывая убыточные подразделения. В 2011 году HSBC продала половину из своих 470 отделений в США американскому банку First Niagara Financial Group Inc, а в 2015 году продала дочернее общество в Бразилии.
В июне 2014 года страховая дочерняя компания HSBC Life (UK) Limited продала компании Swiss Re свой пенсионный бизнес в Великобритании. В 2016 году HSBC закрыл 24 из своих 50 филиалов в Индии, сократив своё присутствие в стране до четырнадцати городов.
За период 2010-х годов банк переживал три масштабных реструктуризации. Самая последняя из них, объявленная в феврале 2020 года, предполагала к 2023 году сокращение числа сотрудников с 235 тыс. до 200 тыс. и сокращение к концу 2022 года активов банка на сумму более 100 млрд долларов. В основном сокращение будет достигнуто за счёт продажи или закрытия всех 150 отделений в США и полного прекращения предоставления розничных банковских услуг на этом рынке. В ноябре 2022 года было достигнуто соглашение о продаже филиала в Канаде, также была свёрнута деятельность в Греции, Новой Зеландии, Омане, России и Франции. В то же время было расширено присутствие в Азии — открыт филиал в Индии и куплена сингапурская дочерняя компания страховой группы AXA.
В марте 2023 года был куплен британский филиал американского Silicon Valley Bank, обанкротившегося в ходе банковского кризиса 2023 года.

## Собственники и руководство
Почти все акции HSBC находятся в свободном обращении. Рыночная капитализация банка на август 2018 года — $185,4 млрд. У компании более 200 тысяч акционеров в 130 странах и территориях. Крупнейшие акционеры на 2018 год:
- Ping An Asset Management Co., Ltd. — 8,73 %;
- The Vanguard Group, Inc. — 3,56 %;
- BlackRock Investment Management (UK) Ltd. — 3,45 %;
- Norges Bank Investment Management — 3,15 %;
- BlackRock Advisors (UK) Ltd. — 2,43 %;
- Legal & General Investment Management Ltd. — 1,48 %;
- SSgA Funds Management, Inc. — 1,05 %.

Хронология руководства
Председатели совета директоров:
- 1992—1998 — Уильям Первес (William Purves, род. 27 декабря 1931 года), в 1992—1993 годах также был председателем Королевского Гонконгского жокей-клуба;
- 1998—2006 — Джон Бонд (John Bond, род. 24 июля 1941 года), с 1993 по 1998 год занимал пост CEO; с 2006 по 2011 год — председатель правления Vodafone, с 2011 года — компании Xstrata;
- 2006—2010 — Стивен Грин (Stephen Green, род. 7 ноября 1948 года), с 2003 по 2006 занимал пост CEO; с 2011 по 2013 год был британским министром торговли и инвестиций;
- 2010—2017 — Дуглас Флинт (Douglas Flint, род. 5 июля 1955 года).

Генеральные исполнительные директора (CEO):
- 1993—1998 — Джон Бонд;
- 1998—2003 — Кит Уитсон (Keith Whitson, род. 25 марта 1943 года);
- 2003—2006 — Стивен Грин;
- 2006—2010 — Майкл Гоуган (Michael Geoghegan);
- 2010—2018 — Стюарт Гулливер (Stuart Gulliver, род. 9 марта 1959 года).
- 2018—2019 — Джон Флинт (John Flint, род. в июне 1968 года в Йоркшире, Англия)[36].
- 2019—2024 — Ноуэл Куинн (Noel Quinn).

Действующее руководство
Руководство группы HSBC делится на две категории: совет исполнительных и неисполнительных директоров (в 2017 году совет директоров собирался 8 раз), формирующих основное направление развития группы, и управляющих директоров группы, осуществляющих текущее управление. Они назначаются общим ежегодным собранием акционером на трёхлетний срок, как правило переизбираются на второй трёхлетний срок.
- Марк Такер (Mark Tucker, род. 29 декабря 1957 года в Англии) — неисполнительный председатель совета директоров с октября 2017 года. С 1986 по 2009 год работал в британской страховой компании Prudential plc, с 2005 года был её генеральным директором. В 2009 году перешёл на аналогичный пост азиатской страховой компании AIA Group Limited, в частности провёл её первичное размещение акций на Гонконгской фондовой бирже. Также является членом совета директоров Goldman Sachs. Образование — университет Лидса[38][39].
- Жорж Элхедери (Georges Elhedery, род. в 1974 году в Бейруте) — генеральный директор (CEO) с сентября 2024 года, до этого был главным финансовым директором (CFO), в HSBC с 2005 года. Образование: Политехническая школа (Париж) и ENSAE Paris[англ.][40][41].

Независимые неисполнительные члены совета директоров
- Джеральдин Бакинэм (Geraldine Buckingham) — член совета директоров с 2022 года; до этого возглавляла подразделение BlackRock по Азиатско-Тихоокеанскому региону.
- Рейчел Дуан (Rachel Duan) — член совета директоров с 2021 года; ранее была вице-президентом General Electric; также входит в советы директоров AXA, Sanofi, Adecco и Kering.
- Керолайн Фейрберн (Carolyn Fairbairn) — член совета директоров с 2021 года; ранее была генеральным директором Конференции британской промышленности[англ.]
- Джеймс Фориз (James Forese) — член совета директоров с 2020 года; ранее был президентом Citigroup.
- Стивен Гуггенхаймер (Steven Guggenheimer) — член совета директоров с 2020 года, до этого карьера проходила в Microsoft.
- Энн Годбихир (Ann Godbehere) — старший член совета директоров с 2023 года; ранее была CFO Swiss Re и Northern Rock; также входит в советы директоров Stellantis и Shell.
- Хосе Антонио Меаде Курибренья (Dr. Jose Antonio Meade Curibrena) — член совета директоров с 2019 года, ранее работал в министерстве финансов Мексики.
- Кольпана Морпария (Kalpana Morparia) — член совета директоров с 2023 года, ранее возглавляла отдел Южной и Юго-Восточной Азии JPMorgan Chase.
- Эйлин Мюррей (Eileen Murray) — член совета директоров с 2020 года, ранее работала в Morgan Stanley и Credit Suisse.
- Брендан Нельсон (Brendan Nelson) — член совета директоров с 2023 года, ранее был вице-председателем KPMG.
- Сви Лянь Тео (Swee Lian Teo) — член совета директоров с 2023 года, ранее работала в Денежно-кредитном управлении Сингапура.
- Эйлин Тэйлор (Aileen Tailor) — секретарь группы с 2019 года, до этого занимал аналогичный пост в Royal Bank of Scotland Group[39].

## Деятельность

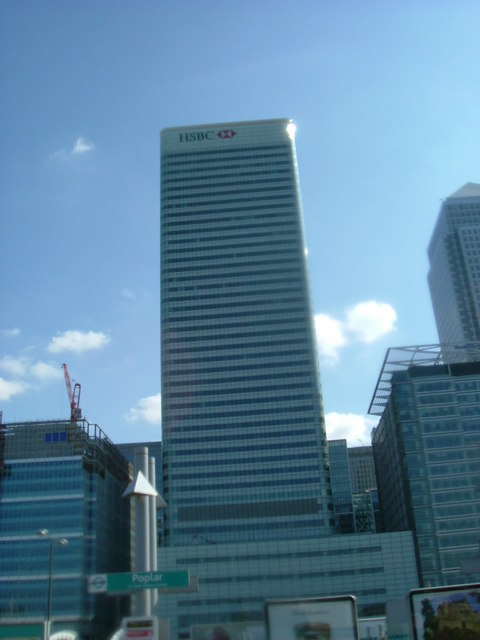
Здание штаб-квартиры банка в лондонском деловом квартале Canary Wharf

Деятельность HSBC ведётся в пяти регионах: Европа, Азия, Ближний Восток и Северная Африка (MENA), Северная Америка и Латинская Америка (всего 3900 офисов в 64 странах и территориях мира). Банк осуществляет все направления банковской деятельности, включая расчётные операции, проектное финансирование, эмиссию банкнот, выпуск кредитных карт (HSBC Credit card) и другие, а также страховые услуги и управление активами.
Основные глобальные подразделения HSBC Holdings:
- Wealth & Personal Banking (розничный банкинг и управление активами) — обслуживание частных лиц (всего около 37 млн клиентов); включает обслуживание текущих счетов, приём на хранение депозитов, выдачу кредитов (в том числе ипотечных), финансовые консультации, инвестиционные услуги, управление активами, страхование жизни. Выручка в 2023 году составила $27,3 млрд, операционная прибыль — $11,5 млрд, активы — $937 млрд, на счетах клиентов — $805 млрд.
- Commercial Banking (коммерческий банкинг) — обслуживание компаний, начиная от небольших частных предприятий и заканчивая транснациональными корпорациями (1,7 млн клиентов в 53 странах мира); предоставляемые услуги включают обеспечение рабочим капиталом, срочные кредиты, клиринговые операции, консультации по вопросам слияний и поглощений, финансовые услуги при международной торговле и предоставление доступа на финансовые рынки, а также страховые услуги. Выручка — $22,9 млрд, операционная прибыль — $13,3 млрд, активы — $632 млрд, на счетах клиентов — $476 млрд.
- Global Banking and Markets (глобальный банкинг и рынки) — управление крупными финансовыми потоками для правительственных, корпоративных и институциональных клиентов (4100 клиентов в более чем 50 странах). Выручка — $16,1 млрд, операционная прибыль — $5,9 млрд, активы — $1,331 трлн, на счетах клиентов — $331 млрд.
- Corporate Centre (корпоративный центр) — деятельность штаб-квартиры. Выручка — $-199 млн, операционная прибыль — $-400 млн, активы — $138 млрд, на счетах клиентов — $0,60 млрд.

Общая выручка холдинга за 2023 год составила 66,1 млрд долларов. Из этой суммы чистый процентный доход составил $35,8 млрд (доход — $100,9 млрд, расход — $65,1 млрд), доход от операций с финансовыми инструментами — $16,7 млрд, плата за услуги — $11,8 млрд, доход от инвестирования страховых активов — $7,9 млрд.
В структуре активов из $3,039 трлн на конец 2023 года основная часть приходится на выданные кредиты — $939 млрд клиентам и $113 млрд другим банкам, что составляет около 1 % от общей суммы кредитов, выданных в мире на конец 2017 года ($111,7 трлн). Другими значимыми составляющими активов являются финансовые инвестиции ($443 млрд), торговые активы ($289 млрд), деривативы ($230 млрд), наличные и балансы в центральных банках ($286 млрд). В структуре пассивов более половины приходится на счета клиентов (депозиты) — $1,612 трлн, также значительную часть составляют деривативы ($235 млрд), торговые обязательства ($73 млрд); собственные средства составили $192,6 млрд, из них $185,3 млрд — акционеров.
Основным регионом деятельности является Азия, где работает 55 % сотрудников HSBC Holdings, 25 % работает в Европе, 9 % — в Северной Америке, 4 % — на Ближнем Востоке и в Африке. Также Азия лидирует по размеру средств на счетах клиентов — $762 млрд из $1,643 трлн, причём из этой суммы $531 млрд приходится на Гонконг. На счетах европейских клиентов на конец 2020 года было $630 млрд (из них $504 млрд в Великобритании); на Северную Америку пришлось $182 млрд. Из выручки $50,43 млрд $26,9 млрд пришлось на Азию, $18,4 млрд на Европу, $6,38 млрд на Северную Америку, $3,02 на Латинскую Америку, $2,63 на Ближний Восток и Африку. По размеру активов деятельность в Азии немного опередила Европу — 40 % против 38 %, североамериканские активы составили 13 %. Приоритетными странами и территориями для холдинга в Европе являются Великобритания, Франция, Германия и Швейцария; в Азии — Гонконг, КНР, Сингапур, Индия, Австралия, Малайзия, Тайвань и Индонезия; на Ближнем Востоке и севере Африки — Объединённые Арабские Эмираты, Саудовская Аравия и Египет; в Америке — США, Канада и Мексика. По размеру выручки основными странами и территориями в 2023 году были Гонконг ($20,6 млрд), Великобритания ($19,1 млрд), материковый Китай ($3,9 млрд), США ($3,8 млрд) и Мексика ($3,3 млрд).
В рейтинге из двух тысяч крупнейших публичных компаний мира Forbes Global 2000 за 2018 год HSBC Holdings занял 17-е место. В этом списке он занял 7-е место по размеру активов, 35-е место по прибыли, 33-е место по рыночной капитализации и 120-е по выручке. В списке самых дорогих брендов HSBC Holdings занял 52-е место.
В 2010 году в списке 50 самых надёжных банков мира, публикуемом журналом Global Finance, банк помещён на 19 место — наивысшее среди британских банков.
В 2023 году HSBC Holdings занял 23-е место среди крупнейших инвестиционных компаний мира по размеру активов под управлением ($1,087 трлн).

## Финансовые показатели
|                         | 2004…  | 2009  | 2010  | 2011  | 2012  | 2013  | 2014  | 2015  | 2016  | 2017  | 2018  | 2019  | 2020  | 2021  | 2022  | 2023  |
| ----------------------- | ------ | ----- | ----- | ----- | ----- | ----- | ----- | ----- | ----- | ----- | ----- | ----- | ----- | ----- | ----- | ----- |
| Выручка                 |        | 66,18 | 68,25 | 72,28 | 68,33 | 64,65 | 61,25 | 59,80 | 47,97 | 51,45 | 53,78 | 56,10 | 50,43 | 49,55 | 50,62 | 66,06 |
| Чистая прибыль          | 14,26… | 6,694 | 14,19 | 17,94 | 15,33 | 17,80 | 14,71 | 15,10 | 3,446 | 11,88 | 15,03 | 8,708 | 6,099 | 14,69 | 16,25 | 24,56 |
| Активы                  | 1280…  | 2364  | 2455  | 2556  | 2693  | 2671  | 2634  | 2410  | 2375  | 2522  | 2558  | 2715  | 2984  | 2958  | 2949  | 3039  |
| Сотрудников, тысяч чел. | 253…   | 289,5 | 307   | 298   | 284,8 | 268,8 | 264,8 | 268,4 | 235,2 | 228,7 | 235,2 | 235,4 | 226,0 | 219,7 | 219,2 | 220,9 |

## Дочерние компании

### Азиатско-тихоокеанский регион

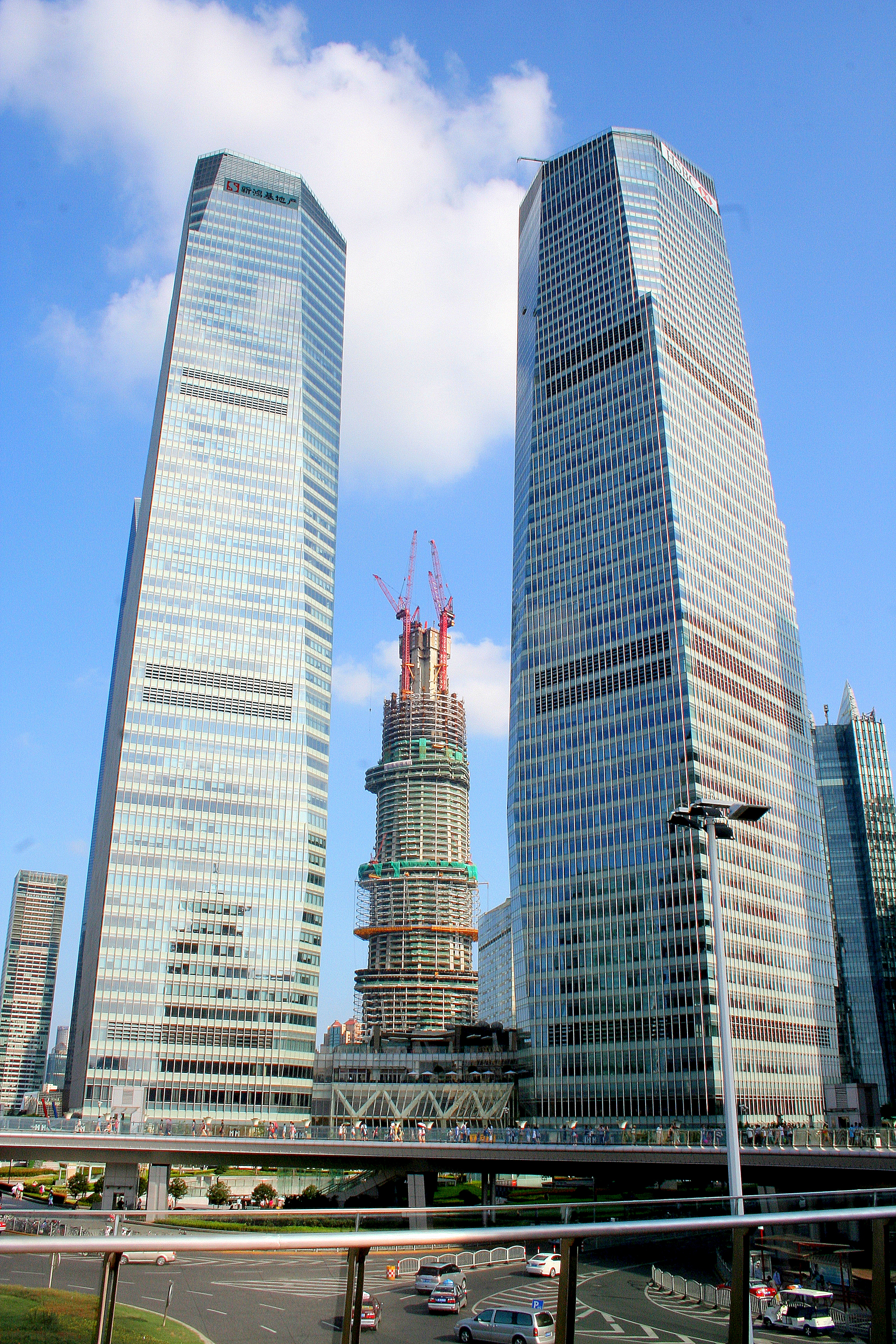
Штаб-квартира HSBC Bank (China) Company расположена в северной башне Шанхайского международного финансового центра

The Hongkong and Shanghai Banking Corporation
The Hongkong and Shanghai Banking Corporation со штаб-квартирой в Гонконге является основой группы HSBC, на него приходится 44 % активов группы ($1,33 трлн из $3,04 трлн) и 48 % выручки ($32 млрд из $66 млрд). Он является крупнейшим банком Гонконга по размеру активов и одним из трёх коммерческих банков, наряду с Bank of China (Hong Kong) и Standard Chartered Bank (Hong Kong), которые уполномочены выпускать банкноты Гонконга (на конец 2017 года — 58,6 % от HK$455,7 млрд, находящихся в обращении.
Hang Seng Bank
The Hongkong and Shanghai Banking Corporation принадлежит контрольный пакет акций (62 %) третьего крупнейшего банка Гонконга Hang Seng Bank. Размер его выручки в 2017 году составил HK$50 млрд ($6,46 млрд), чистая прибыль — HK$20 млрд ($2,58 млрд), активы — HK$1,478 трлн ($191 млрд), в нём работает около 10 тысяч человек.
HSBC Bank Malaysia Berhad
Первое отделение в Малайзии The Hongkong and Shanghai Banking Corporation открыл в 1884 году; через 100 лет, в 1984 году здесь была зарегистрирована дочерняя компания Hongkong Bank Malaysia Berhad, с 1999 года HSBC Bank Malaysia Berhad. Малайзийская дочерняя компания предоставляет банковские и другие финансовые услуги, значительную роль в деятельности играет так называемый исламский банкинг (финансовые услуги, не противоречащие шариату). Также в Малайзии находится один из крупнейших процессинговых центров группы. Штаб-квартира находится в Куала-Лумпуре. Активы — RM80,7 млрд (10-й крупнейший банк страны), выручка — RM3 млрд, чистая прибыль — RM942 млн.
HSBC Bank Bermuda Limited
Этот банк на Бермудских островах бы основан в 1889 году. Он подчинён HSBC Asia Holdings BV. Выручка банка в 2017 году составила $301 млн, чистая прибыль — $162 млн, активы — $9 млрд.
HSBC Bank Australia Limited
Финансовая компания HSBC была создана в Австралии в 1965 году, в 1986 году она получила лицензию на ведение банковской деятельности и была переименована в HSBC Bank Australia. Штаб-квартира находится в Сиднее, в стране работает 37 отделений. Выручка банка в 2017 году составила $997 млн, чистая прибыль — $288 млн, активы — $32,25 млрд.
HSBC Bank (China) Company Limited
The Hongkong and Shanghai Banking Corporation присутствует на рынке материкового Китая с открытия отделения в Шанхае в 1865 году, хотя во время японской оккупации во Вторую мировую войну (1941—1945 годы) и после образования Китайской Народной Республики (1949 год) деятельность в этом регионе была почти полностью прекращена. Постепенный возврат HSBC в Китай начался в конце 1970-х годов, в 2007 году он стал одним из 9 зарубежных финансовых институтов, получившим лицензию на предоставление банковских услуг в КНР. В материковом Китае работает около 60 отделений и 5500 сотрудников. К деятельности HSBC Bank (China) Company относится 19-процентная доля в одном из крупнейших банков КНР Bank of Communications. Основным направлением деятельности является ипотечное кредитование, с 2017 года также выпуск кредитных карт.
HSBC Bank (Taiwan) Limited
Первое представительство HSBC на острове Тайвань было открыто в 1885 году, почти сто лет спустя, в 1984 году, оно стало отделением. В 2007 году в Китайской Республике была куплена компания Chailease Credit Services, а в 2008 году тайваньские отделения The Chinese Bank. В 2009 году была образована дочерняя компания HSBC Bank (Taiwan) Limited, полностью подчинённая The Hongkong and Shanghai Banking Corporation. Главный офис находится в Тайбее, на острове работает 47 отделений около 2000 человек.
HSBC Bank India
Присутствие в Индии прослеживается до 1853 года (через Mercantile Bank of India). На 2017 год HSBC Bank India занимал 24-е место среди банков Индии по размеру активов (1,304 трлн рупий, $20 млрд), 33 тысячи сотрудников обслуживают около полутора млн клиентов, предоставляются как банковские, так и страховые услуги; главный офис в Мумбаи.
HSBC Bank (Singapore) Limited
Гонконгская и Шанхайская банковская корпорация начала работу в Сингапуре в 1877 году, здесь предоставляются банковские и страховые услуги через 10 отделений и 40 банкоматов, число сотрудников составляет 3 тысячи.
Другие дочерние компании, работающие в Азии: HSBC Bank (Vietnam) Ltd. (Вьетнам, 100 %), HSBC Bank (Mauritius) Limited (Маврикий, 72,95 %), HSBC Savings Bank (Philippines) Inc. (Филиппины, 99,99 %), PT Bank HSBC Indonesia (Индонезия, 98,93 %), также к азиатскому операционному региону относится бермудская страховая компания HSBC Life (International) Limited (Бермудские острова, 100 %).

### Европа
HSBC Bank plc
Основным регионом деятельности HSBC Bank plc является Великобритания, где находится 625 отделений банка, ещё 13 отделений есть на острове Мэн и на Нормандских островах. Дочерние структуры и отделения банка имеются в Армении, Бельгии, Германии, Израиле, Ирландии, Испании, Италии, Люксембурге, Мальте, Нидерландах, Польше, Франции, Чехии, Швейцарии и ЮАР. Штаб-квартира находится в Лондоне в том же здании, что и штаб-квартира всей группы HSBC. Выручка банка в 2023 году составила $9,29 млрд, активы — $897 млрд. В 2020 году из него были выделены HSBC UK Bank plc (Великобритания) и HSBC Continental Europe (Франция).
HSBC Continental Europe
В странах Евросоюза HSBC с 2020 года (после брексита) работает через дочернюю компанию HSBC Continental Europe, которая базируется во Франции. Деятельность во Франции была начата в 2000 году с покупкой банка Crédit Commercial de France (основан в 1894 году); в 2005 году он был переименован в HSBC France. В 2008 году к HSBC France была присоединена другая дочерняя компания, HSBC Private Banking France, а в 2013 году куплена страховая компания, ставшая HSBC Assurances Vie. В начале 2024 года розничная банковская сеть во Франции была продана.
HSBC Trinkaus & Burkhardt AG
Немецкая составляющая группы HSBC появилась с покупкой Midland Bank. История Trinkaus & Burkhardt восходит к 1785 году, в XX веке им поочерёдно владели Deutsche Bank, Citibank и с 1980 года Midland Bank. HSBC Trinkaus & Burkhardt AG подчинён HSBC Continental Europe, Германия является вторым по значимости рынком для HSBC в Евросоюзе после Франции.
HSBC Bank Malta p.l.c.
История мальтийского банка HSBC Bank Malta восходит к основанному в 1864 году Англо-египетскому банку (Anglo-Egyptian Bank); впоследствии он стал дочерней компанией Barclays, а в 1975 году национализирован и переименован в Mid-Med Bank. В 1996 году Midland Bank получил лицензию на предоставление банковских услуг на Мальте и приобрёл у правительства 70-процентный пакет акций Mid-Med Bank. Штаб-квартира находится в столице Мальты Ла-Валлетте, у банка 28 отделений, из них три в Гозо. HSBC принадлежит 70 % акций банка (через HSBC Continental Europe), остальные котируются на Мальтийской фондовой бирже. Выручка банка в 2017 году составила €235 млн, чистая прибыль — €31 млн, активы — €6,8 млрд.
ООО «Эйч-эс-би-си Банк (РР)»
HSBC имел дочерний банк в России — ООО «Эйч-эс-би-си Банк (РР)» (переименован в «Хвоя банк»). Активы этого банка во втором квартале 2015 года составили 73,4 млрд руб. (на конец 2014 года — 126,3 млрд руб.) (82-е место среди российских банков, по данным «Интерфакс-ЦЭА»), капитал — 13,05 млрд руб. (55-е место), прибыль до налогов — 1,96 млрд руб. (19-е место). С июня 2011 года HSBC решил свернуть розничный бизнес в России, сконцентрировавшись на обслуживании корпоративных клиентов. При этом в 2021 году, по данным Forbes, банк занимал 5-е место в списке крупнейших российских банков с суммой активов (нетто) 82,4629 млрд руб. В июле 2022 года HSBC объявил о решении продать свой российский бизнес, для чего требуется одобрение правительства. В октябре 2023 года банк уточнил, что сделка может быть завершена в первой половине 2024 года и принесёт 300 миллионов долларов убытка. В феврале 2024 года филиал был продан Экспобанку. Сделка закрыта в мае 2024 года.
HSBC Private Banking Holdings (Suisse) SA
В Женеве (Швейцария) находится штаб-квартира дочерней компании HSBC Private Banking Holdings, предоставляющей услуги по управлению активами для состоятельных частных клиентов. Филиалы компании имеются в Великобритании, Люксембурге, Монако и на Каймановых островах.
Также в Европе работают HSBC Assurances Vie (France) (Франция, 99,99 %), HSBC Bank International Limited (офшорное банковское подразделение, штаб-квартира на острове Джерси), HSBC Bank Armenia cjsc (Армения, 70 %), HSBC Bank Polska S.A. (Польша, 100 %, образован из купленного в 2003 году Polski Kredyt Bank S.A.), Marks and Spencer Financial Services plc (Великобритания, 100 %).

### Ближний Восток и Африка
HSBC Bank Middle East Limited
Через HSBC Bank Middle East Limited осуществляется деятельность группы HSBC на Ближнем Востоке и на севере Африки (Алжир, Бахрейн, Кувейт, Катар, Марокко и ОАЭ). Штаб-квартира находится в Дубае (Объединённые Арабские Эмираты). Выручка банка в 2023 году составила $2,43 млрд, активы — $50,6 млрд, в банке работает 3800 сотрудников. В 2016 году было продано отделение в Ливане.
HSBC Bank Egypt S.A.E.
Банк в Египте начал деятельность в 1982 году под названием Hongkong Egyptian Bank, доля HSBC в нём составляла 40 %; в 2001 году был переименован в HSBC Bank Egypt S.A.E. в связи с увеличением доли HSBC до 94,54 %. Один из крупнейших банков Египта с 71 отделениями и 248 банкоматами.

### Америка
HSBC USA Inc.
На американский рынок HSBC вышла в 1980 году с покупкой нью-йоркского банка Marine Midland Bank. В 1999 году за $10,3 млрд был куплен ещё один нью-йоркский банк Republic New York. На их основе в 2000 году была образована дочерняя компания HSBC USA Inc. Её деятельность осуществляется в основном через HSBC Bank USA. Помимо HSBC USA в США также работают HSBC Markets (USA) Inc., HSBC Finance Corporation и HSBC Technology & Services (USA) Inc., все они объединены в холдинг HSBC North America, входящий в десятку крупнейших банковских холдингов США с активами $308 млрд. В США работает 5100 сотрудников HSBC, деятельность в основном сосредоточена в штатах Нью-Йорк и Калифорния, в целом компания представлена в 17 штатах и округе Колумбия, а также имеет отделения или представительства в ряде стран Европы, Азии и Латинской Америки. Номинальная штаб-квартира находится в городе Тайсонз (Виргиния), однако фактическим центром деятельности является Нью-Йорк, где находится 145 из 244 отделений компании. HSBC USA является членом Федерального резервного банка Нью-Йорка и Федерального ипотечного банка (Federal Home Loan Bank). Выручка HSBC USA в 2017 году составила $4,44 млрд, чистый убыток — $179 млн, активы — $187,2 млрд. HSBC Bank USA является одним из пяти банков (наряду с Bank of Nova Scotia, Barclays Bank,Deutsche Bank и Société Générale), участвующих в Золотом фиксинге.
HSBC Bank Canada
HSBC Bank Canada был создан в 1981 году на основе купленной двумя годами ранее финансовой компании. В 1986 году были куплены активы Bank of British Columbia. В 1988 году присутствие HSBC в Канаде увеличилось за счёт отделений Midland Bank, в 1990 году был поглощён Lloyds Bank Canada (канадский филиал Lloyds Banking Group), в 1996 году — канадская дочерняя компания Barclays. Штаб-квартира в Ванкувере, 140 отделений, в основном в провинциях Британская Колумбия, Онтарио, Альберта и Квебек. Выручка банка в 2023 году составила $1,97 млрд, активы — $90,7 млрд, по размеру активов банк занимает 8-е место в Канаде.
Grupo Financiero HSBC S.A de C.V.
Grupo Financiero HSBC является одной из ведущих финансовых групп Мексики (пятой по размеру активов), у неё 971 отделение, 5500 банкоматов и около 16 тысяч сотрудников. HSBC открыл первое представительство в Мексике в 1970-х годах, в 2000 году был куплен Republic National Bank, а в 2002 году третий крупнейший банк страны Banco Internacional, S.A. (или просто Bital). Осуществляет деятельность через банк HSBC Mexico S.A., также имеет филиалы в Панаме, Колумбии, Коста-Рике, Сальвадоре и Гондурасе. Выручка группы в 2017 году составила MXN29 млрд ($1,45 млрд), чистая прибыль — MXN3 млрд ($150 млн), активы — MXN727,7 млрд ($36,4 млрд)..
HSBC Bank (Chile)
Чилийская дочерняя компания была создана в 1981 году и на 2017 год являлась 13-м крупнейшим банком страны по размеру активов ($2,2 млрд). Услуги предоставляются только корпоративным клиентам, розничный бизнес был продан в 2012 году.
HSBC Brasil Holding S.A.
Midland Bank присутствовал в Бразилии с 1976 года, в 1995 году HSBC Group начала наращивать своё присутствие в Banco Bamerindus do Brasil, одного из крупнейших банков Бразилии, основанного в 1952 году. В 1997 году он был поглощён полностью и переименован в Banco HSBC Bamerindus S.A. В 2003 году к нему были присоединены бразильские активы Lloyds TSB. В 2016 году он был продан Banco Bradesco за $5,2 млрд, у HSBC в Бразилии осталась только холдинговая компания HSBC Brasil Holding S.A.
HSBC Bank Argentina S.A.
В Аргентину HSBC пришёл также с покупкой в 1992 году Midland Bank, у которого была доля в Banco Roberts, аргентинской дочерней компании Англо-Южноамериканского банка (Anglo-South American Bank); в 1997 году HSBC поглотил Banco Roberts полностью и переименовал его в HSBC Bank Argentina S.A. В 2006 году за $155 млн были куплены аргентинские активы Banca Nazionale del Lavoro. Восьмой крупнейший банк Аргентины, активы составляют $10,2 млрд, выручка — $750 млн, чистая прибыль — $130 млн. Включает одну из крупнейших компаний Аргентины по управлению активами HSBC Administradora de Inversiones. Подчинён HSBC Bank USA.
К операционному региону «Америка» также относится HSBC Bank (Uruguay) S.A. (Уругвай, 100 %).

## Критика

### Скандал с уклонением от уплаты налогов (Swiss Leaks)

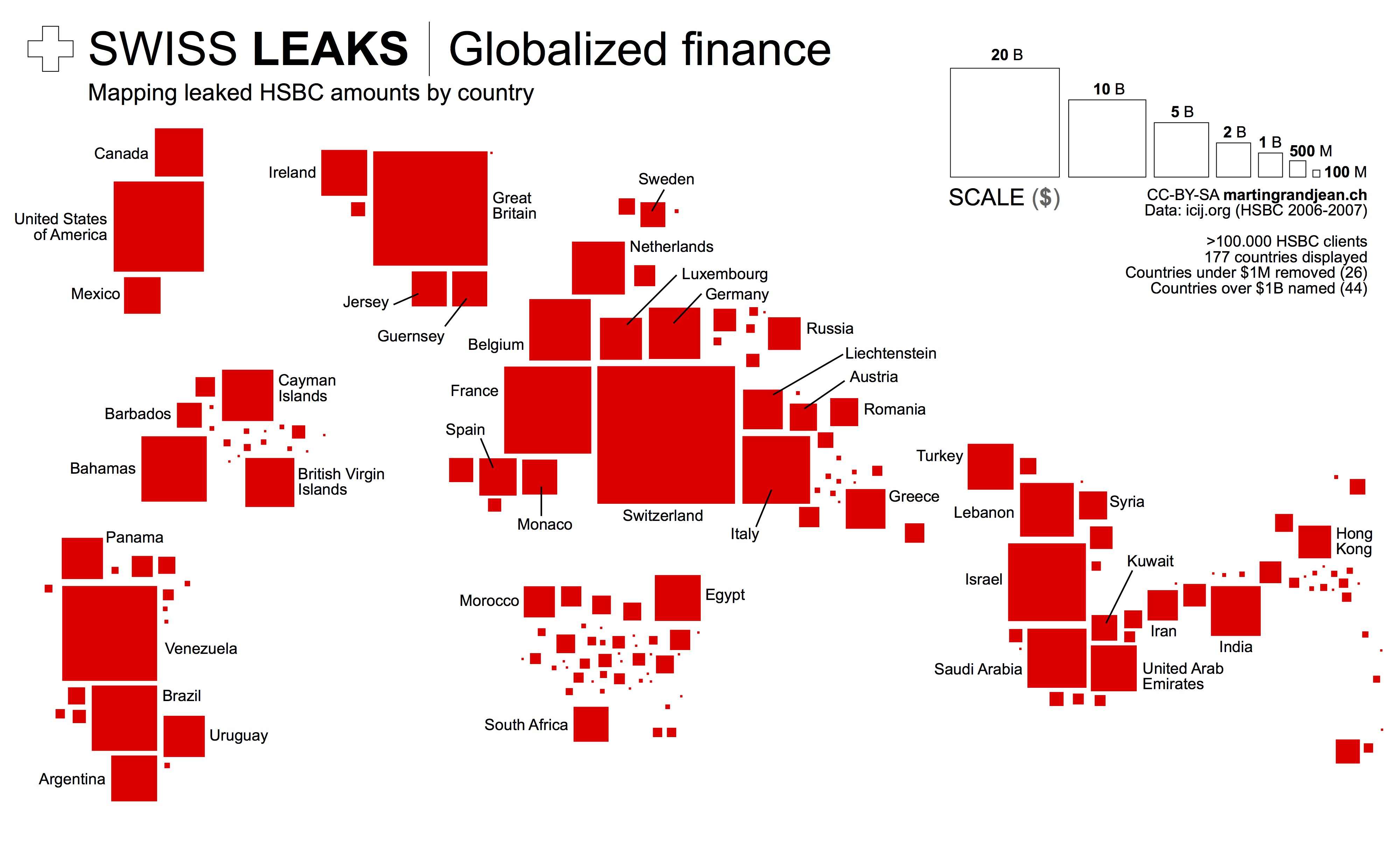
Swissleaks — карта банковских счетов

В 2013 году Эрве Фальчиани (Hervé Falciani), французский гражданин и бывший сотрудник HSBC Private Bank в Женеве, дал интервью немецкому журналу Der Spiegel, в котором рассказал о том, что в двухтысячных годах в швейцарском отделении банка HSBC использовались схемы, помогавшие клиентам уходить от уплаты налогов. В числе таких клиентов, прятавших деньги в швейцарском отделении HSBC (общей суммой около $88 млрд, ещё 180 млрд были переведены на счета в офшорных зонах) оказались нечистые на руку предприниматели, чиновники, звёзды шоу-бизнеса, а также члены преступных сообществ из Европы и России. Позже он передал материалы прокуратурам Франции и других стран. На основании данных, похищенных Фальчиани у HSBC в 2008 году, Международный консорциум журналистов-расследователей (ICIJ) провёл собственное расследование и в начале 2015 года обнародовал данные о счетах бывших и действующих чиновников России, Украины, Великобритании и других стран в швейцарском банке HSBC. Через несколько дней после этого руководство HSBC в лице главного исполнительного директора Стюарта Гулливера опубликовало письмо с извинениями за незаконную деятельность банка, имевшую место в прошлом. В феврале 2015 года руководители HSBC были приглашены для дачи объяснений перед Комиссией по финансам британского парламента.
В июне 2015 года HSBC и швейцарская прокуратура пришли к соглашению о закрытии дела за выплату штрафа в размере 40 млн швейцарских франков (€38 млн).
В конце ноября 2015 года Федеральный уголовный суд Швейцарии заочно признал Эрве Фальчиани виновным в экономическом шпионаже и приговорил его к пяти годам тюрьмы. Фальчиани проживает во Франции и на заседания суда не являлся.

### Global Laundromat
По итогам расследования, названного «Российский ландромат», британская газета The Guardian сообщила 20 марта 2017 года о том, что сотни банков участвовали в выводе денег из России в офшорные зоны на сумму от $20 млрд до $80 млрд. HSBC был назван среди 17 банков в Великобритании, которым «задавались вопросы по поводу того, что именно они знали о международной схеме и почему они не заблокировали подозрительные денежные переводы», так как HSBC «отмыл в „Прачечной“ $545,3 млн, которые пропускались, главным образом, через его филиал в Гонконге». Другие банки, подвергшиеся проверке при расследовании, включали Royal Bank of Scotland, NatWest, Lloyds, Barclays и Coutts and Co.. В ответ HSBC заявила, что она борется с финансовыми преступлениями, и что это дело «подчёркивает необходимость более широкого обмена информацией между государственным и частным секторами».

## Штаб-квартиры и другая недвижимость
Великобритания
Глобальная штаб-квартира HSBC находится в лондонском деловом квартале Канэри-Уорф по адресу 8 Canada Square, London E14 5HQ. Это 42-этажное здание высотой 200 м и офисной площадью более 100 тысяч м² было построено по проекту Нормана Фостера в 2002 году. Официальное открытие состоялось в апреле 2003 года, но вскоре оказалось, что его обслуживание обходится слишком дорого, и в 2007 году оно было продано за более чем £1 млрд испанской компании Metrovacesa, в 2008 году выкуплено обратно и в 2009 году снова продано, на этот раз корейскому пенсионному фонду National Pension Service за £772,5 млн. С 2014 года владельцем здания является катарский инвестиционный фонд Qatar Investment Authority. Рядом расположены небоскрёбы американских финансовых компаний Citigroup и Bank of America.
Гонконг
Здание банка HSBC в Гонконге является одной из главных архитектурных достопримечательностей этого специального административного региона КНР. Она также была построена по проекту Нормана Фостера на том же месте, где ранее стояли три предыдущих здания штаб-квартир. На момент завершения строительства в 1985 году этот небоскрёб был самым дорогим зданием в мире, оно обошлось в HK$5,2 млрд ($668 млн) и включало ряд технических инноваций. Его высота составляет 180 м, 47 этажей над уровнем земли и 4 подземных. У входа в здание расположены 2 бронзовых статуи львов, такие же имеются и у входа в лондонскую штаб-квартиру. Вплотную к небоскрёбу прилегает гонконгская штаб-квартира Standard Chartered, рядом расположена гонконгская штаб-квартира Bank of China.
Помимо главного здания на острове Гонконг у Hongkong and Shanghai Banking Corporation есть HSBC Centre в районе Коулун Сити. Этот центр состоит из 14-этажного здания и двух соединяющихся 15-этажных. Он был построен в 1998 году и куплен HSBC в 1999 году за HK$4 млрд ($500 млн).
Сингапур
Сингапурская дочерняя компания HSBC располагается в 21-этажном небоскрёбе HSBC Building в финансовом центре Марина-Бэй (21 Collyer Quay, Singapore 049320). Это здание с офисной площадью 18 624 м² полностью арендовано у CapitaLand Commercial Trust Management Limited.
США
Главное офисное здание HSBC в США находится в Нью-Йорке на Пятой авеню. Хотя HSBC Bank USA является только одним из его арендаторов, это 30-этажное здание обычно называют башней HSBC. Небоскрёб был построен в 1984 году, его архитектурной особенностью является то, что он включает в себя три здания начала XX века.
Канада
Штаб-квартира HSBC Canada находится в Ванкувере по адресу 885 West Georgia Street. Это 23-этажное здание, называемое HSBC Canada Building, было построено в 1987 году.
Мексика
Torre HSBC, где размещается штаб-квартира мексиканской дочерней компании Grupo Financiero HSBC, является одним из самых высоких зданий Мехико (136 м). Эта башня, которая обошлась $150 млн, была построена в 2006 году и вмещает около 2800 сотрудников, в ней 23 этажа и 12 парковочных уровней.
Ближний Восток
В июле 2018 года в Дубае была открыта новая штаб-квартира для ближневосточной дочерней компании HSBC Bank Middle East. Строительство этого 20-этажного здания было начато в 2016 году и обошлось $250 млн, его офисная площадь составляет 30 тысяч м². Здание, названное HSBC Tower Dubai, было построено компанией Gulf Resources Development & Investment и продано HSBC.

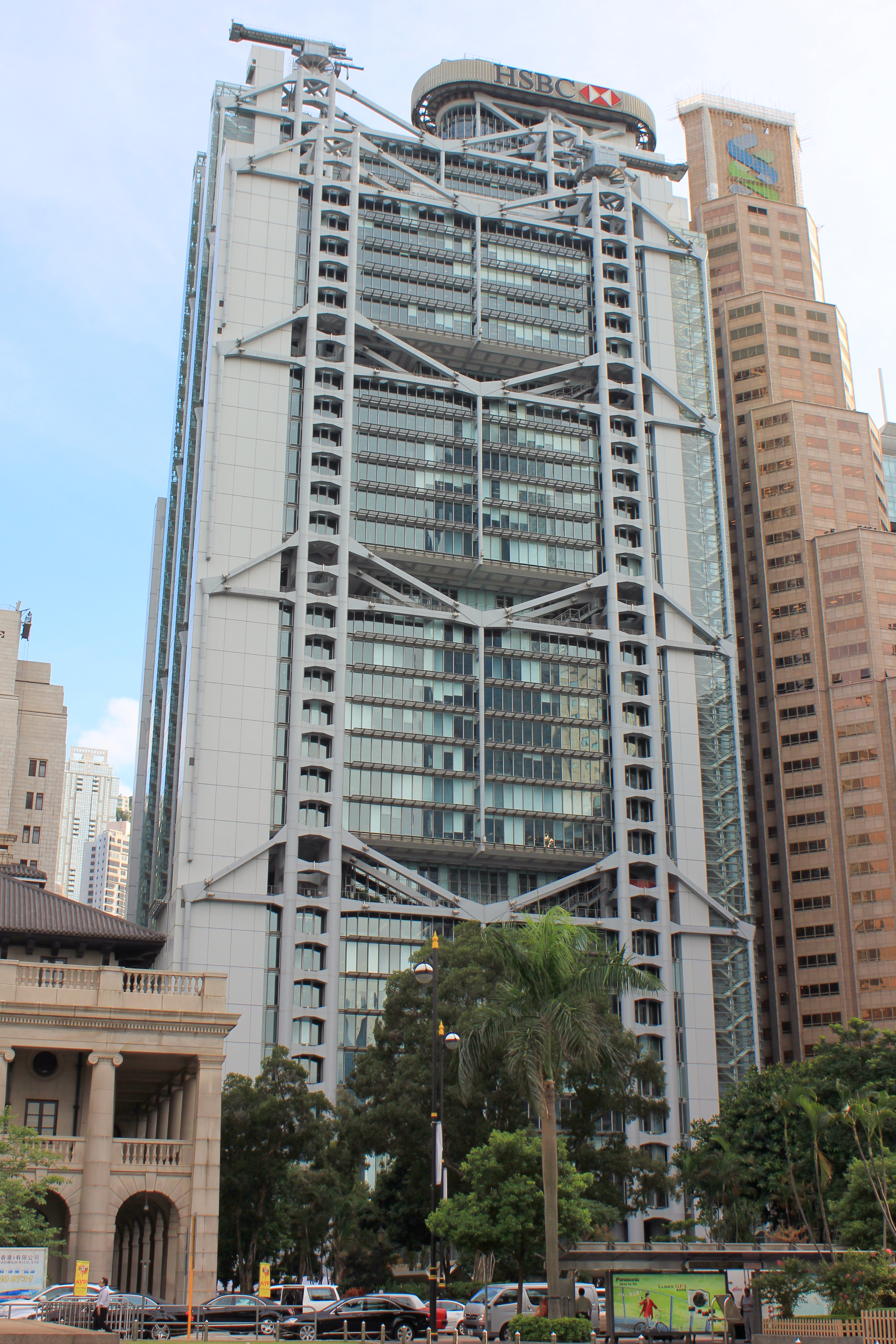
Здание банка HSBC (Гонконг)
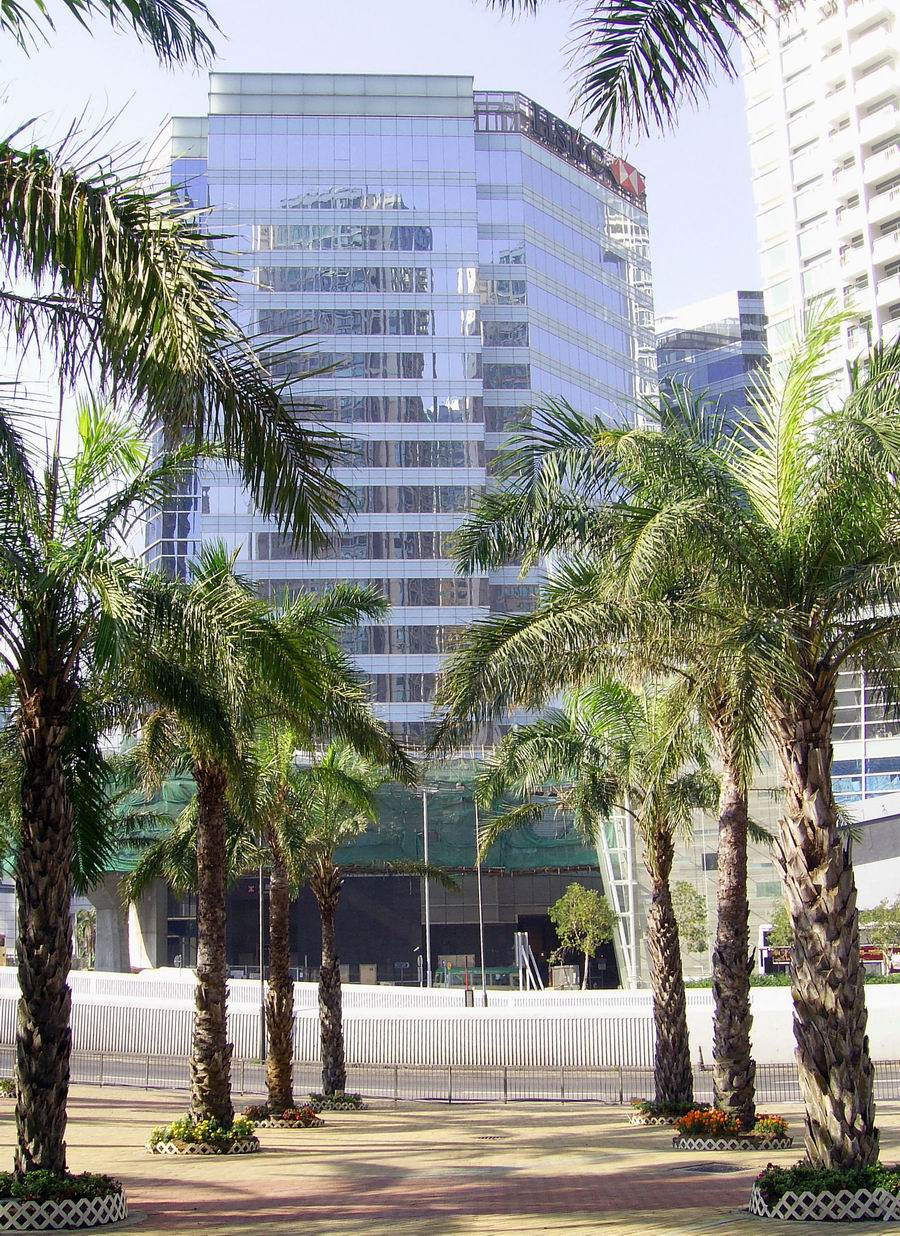
HSBC Centre (Гонконг)
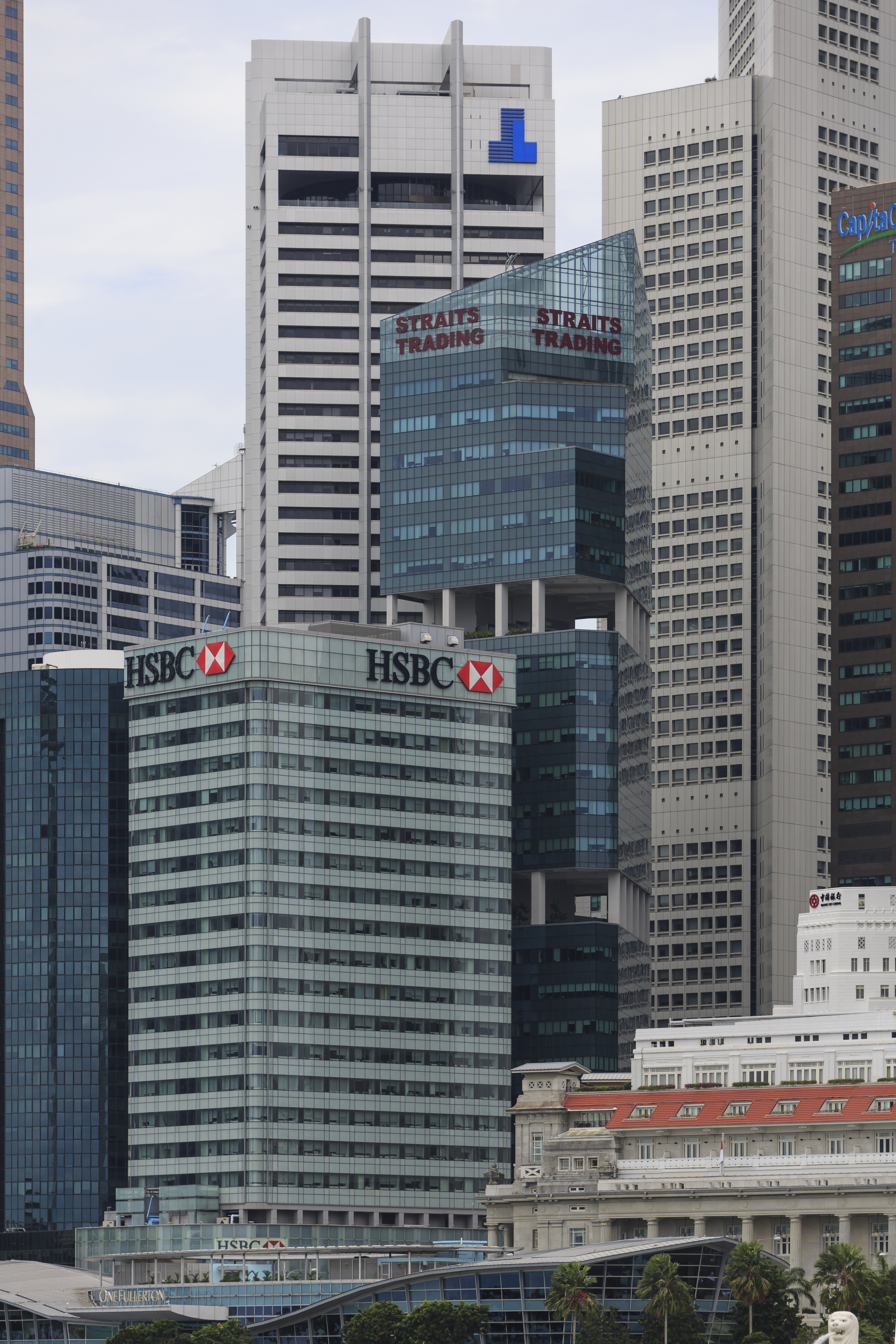
HSBC Building в Сингапуре
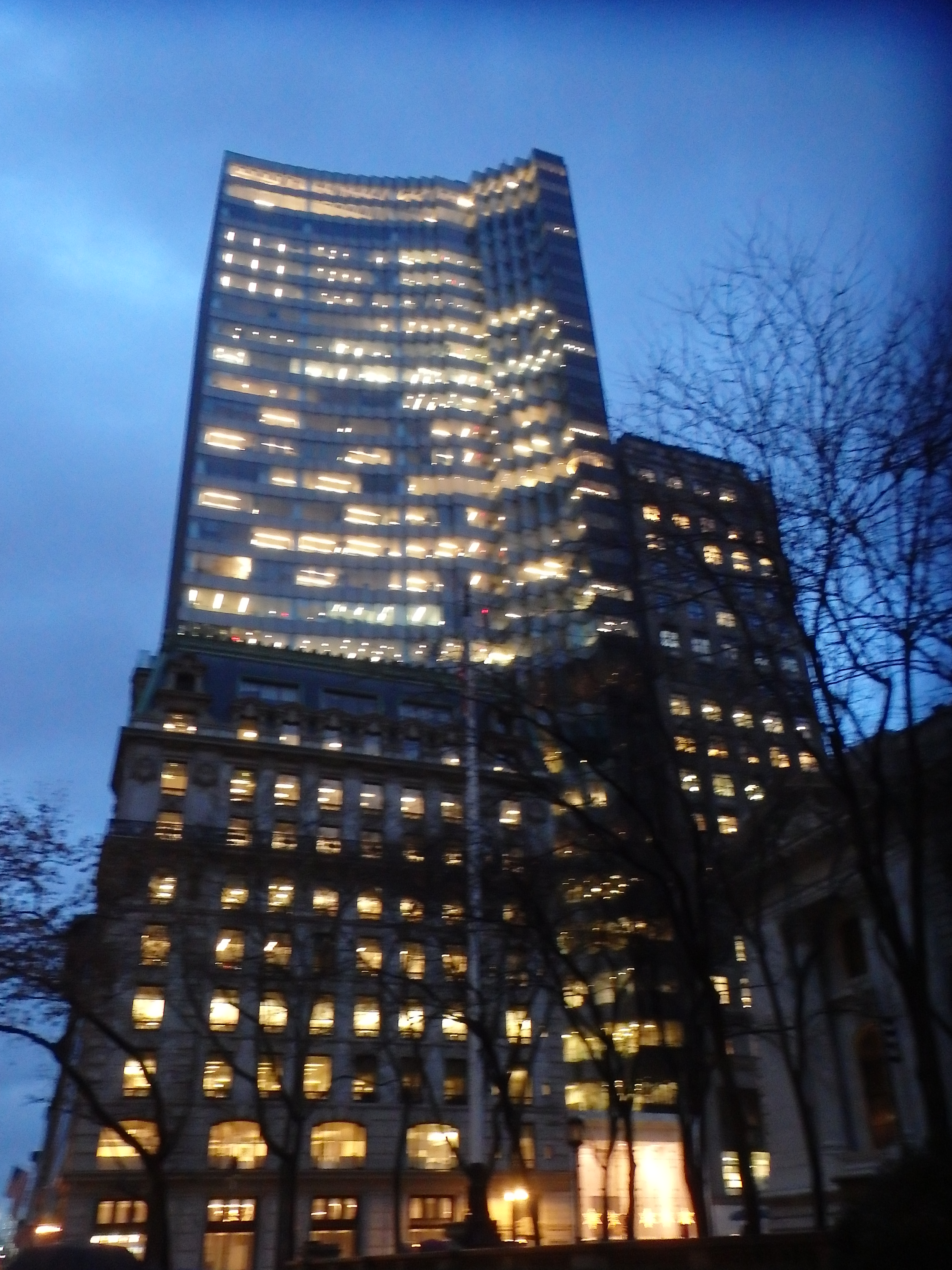
HSBC Tower (Манхэттен)
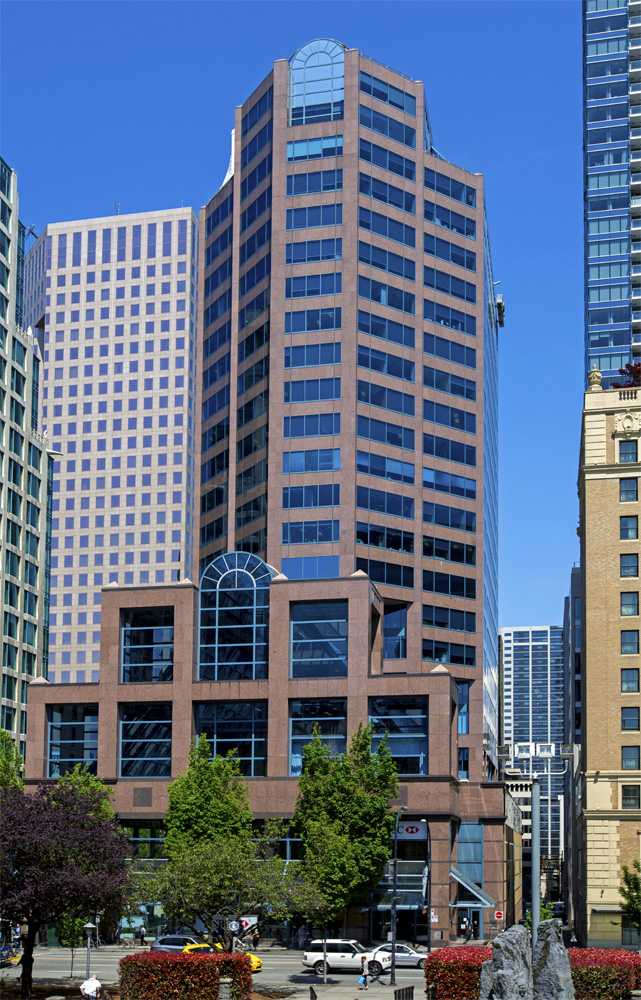
Здание банка HSBC (Ванкувер)
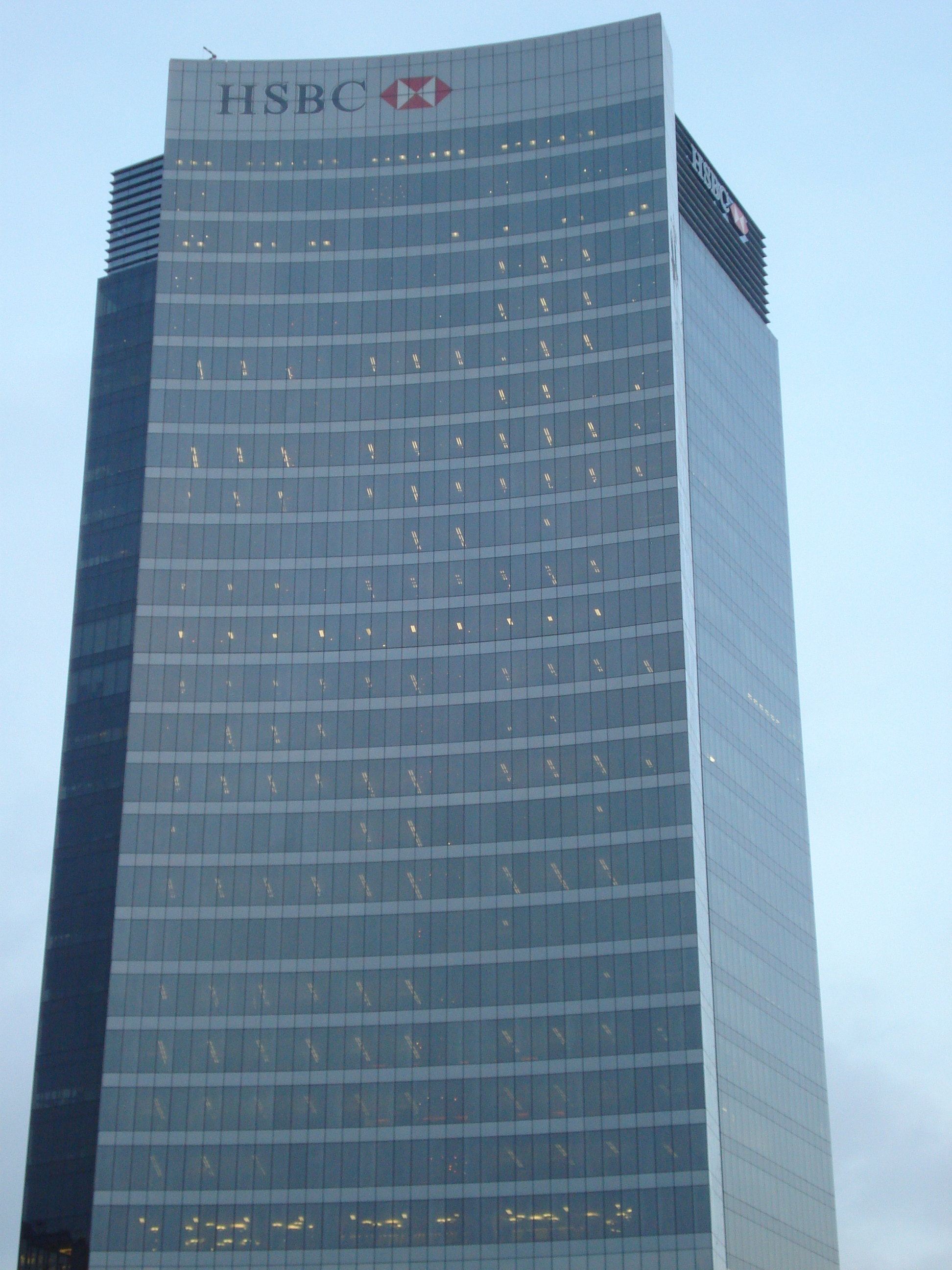
Torre HSBC, Мехико